# Lasioglossum godmanae
Lasioglossum godmanae is een vliesvleugelig insect uit de familie Halictidae. De wetenschappelijke naam van de soort is voor het eerst geldig gepubliceerd in 1969 door Michener.